# Australopacifica garveyi
Australopacifica garveyi är en plattmaskart som först beskrevs av Arthur Dendy 1901.  Australopacifica garveyi ingår i släktet Australopacifica och familjen Geoplanidae. Inga underarter finns listade i Catalogue of Life.